# Cayo Terencio Tulio Gémino
Cayo o Gayo Terencio Tulio Gémino (en latín: Gaius Terentius Tullius Geminus) fue un senador romano, que vivió en el siglo I, y desarrolló su cursus honorum bajo Tiberio, Caligula, Claudio, y Nerón. 
Actualmente se sospecha que un poeta llamado Tulio Gémino, cuyos poemas se incluyen en la antología palatina es el mismo hombre.

## Carrera política
Aunque Steven Rutledge fecha el comienzo de su carrera senatorial durante el reinado de Tiberio, el evento más temprano atestiguado en la vida de Gémino es su consulado sufecto, ya que fue cónsul sufecto en el nundinium de septiembre diciembre del año 46 junto con Gneo Domicio Corbulón. Luego está atestiguado como gobernador de Moesia en el año 50; una copia de una carta que escribió a los habitantes de Histria defendiendo sus derechos a la desembocadura del Danubio se conservó en un conjunto de inscripciones conocidas como Horothesia Laberiou Maximou. Gémino aparece en los Anales de Tácito, como acusador de Aulo Didio Galo Fabricio Veyentón bajo las órdenes del emperador Nerón por, supuestamente, escribir una colección de sátiras sobre senadores y pontífices llamada "Codicilos"; Veyentón fue declarado culpable, desterrado de Italia, y sus folletos fueron quemados.